# Но Сухи
Но Сухи (Корейский: 노수희, Ханча: 盧秀熙) — южнокорейский политический активист, который был арестован в 2012 году за нарушение закона о национальной безопасности.
Но был вице-председателем Южной штаб-квартиры Пан-национального альянса за объединение Кореи (Пхомминрён).
В июле 2012 года Но был арестован после того, как он вернулся из несанкционированного визита в Северную Корею, во время которого призывал к объединению страны и жёстко критиковал президента Ли Мён Бака за проведение жёсткой политики в отношении КНДР. Суд приговорил его к 4 годам тюрьмы. Но пересёк границу в Пханмунджоме, его сопровождала большая группа северокорейских граждан с цветами и флагами объединённой Кореи в руках. На южнокорейской стороне его уже ждали сотрудники службы безопасности и военные, которые немедленно арестовали Но. Но некоторое время сопротивлялся аресту, а северокорейские граждане за его спиной бурно протестовали против действий южнокорейской стороны. Пограничники КНДР не вмешивались в происходящее. Но попал в КНДР из Китая в марте того же года; он принимал участие в мемориальном марше по случаю 100 дней с момента смерти Ким Чен Ира. В феврале 2013 года суд приговорил Но к 4 годам тюрьмы, а после выхода оттуда ему было запрещено голосовать на выборах на три года. Суд сообщил, что «строгое наказание здесь неизбежно, так как подсудимый совершил тайный визит в КНДР без разрешения». За переговоры с северокорейскими чиновниками и организацию поездки Но активист Вон Джинук получил три года тюрьмы. Но вышел из тюрьмы в июле 2016 года.
Арест Но вызвал негативную реакцию в северокорейской прессе. Американское СМИ NK News назвало этот случай «явной победой для северокорейской пропаганды, которой было можно избежать». Статья в The Guardian также указывает, что «арест крайне слабо отражён в западной прессе, что неудивительно, так как материал про тёплый Север и холодный Юг сложно вписать в истории, которые американские и европейские СМИ рассказывали последние два десятилетия».
Центральное телеграфное агентство Северной Кореи сообщило, что «арест вызвал волну гнева у народа КНДР» и назвало его нарушением прав человека.